# Cubarithme

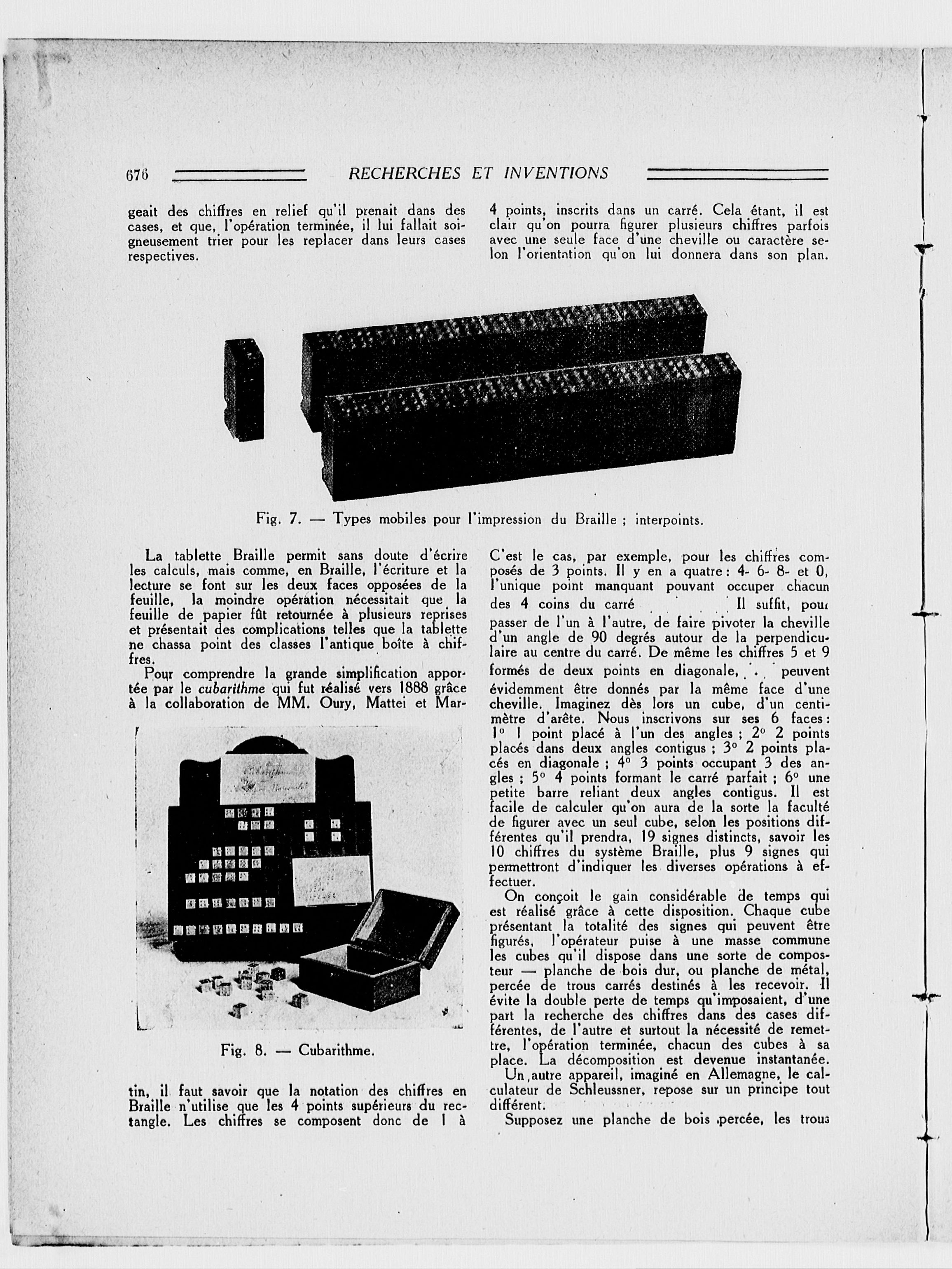
Présentation du cubarithme dans une revue spécialisée par Pierre Villey, en 1926.

Un cubarithme est un instrument destiné à l’apprentissage de l’arithmétique, de l'algèbre et de la géométrie destiné aux déficients visuels. Il a été mis au point au tournant des années 1886 et 1887.

## Invention
En 1886, Alphonse Oury, un accordeur de piano aveugle, adapte le braille au calculateur Taylor mais ne parvient pas à le rendre facilement maniable, deux chevilles étant nécessaires pour écrire un chiffre. Début 1887, M. Mattéi, un professeur de mathématiques de l'Institut national des jeunes aveugles, réussit à le perfectionner en réalisant le premier cube à calculer et M. Martin, directeur du même établissement, réussit à trouver un fondeur pour le rendre accessible et l'employer en classe.

## Description
Il consiste en une grille, généralement de 15 rangées de 20 cases, et de cubes adaptés, munis de chiffres et de symboles mathématiques inscrits en braille, permettant de poser des opérations ou de créer des formes géométriques simples. Les picots sur les cubes sont amovibles, ceux-ci étant divisés en tranches pivotantes afin de pouvoir former une grande variété de caractères. Il existe des cubarithmes mécaniques, dont les picots sont rétractables, selon un principe de fonctionnement similaire à celui des plages braille.

## Maniement
Le cubarithme repose sur le fait que les chiffres en braille s'écrivent dans un carré de quatre points maximum, ce qui permet de créer un chiffre ou un signe mathématique à partir d'un autre en pivotant le cube d'un quart de tour. Avec le 4, il est ainsi possible d'obtenir 6, le 8 et le 0. 